# Hidy i Howdy
Hidy i Howdy (en anglès: Hidy and Howdy) van ser les mascotes olímpiques oficials dels Jocs Olímpics d'Hivern de 1988 realitzats a Calgary (Alberta, Canadà).
Representen dos ossos polars, un mascle i una femella, amb vestits a l'estil vaquer. Foren dissenyats per Sheila Scott, sent la primera vegada que una mascota olímpica era representada tant per un mascle com per una femella. El nom fou escollit per votació popular com a iniciativa del Zoo de Calgary.